# نظریه تصمیم
نظریه تصمیم (به انگلیسی: Decision Theory)،نظریه ی تصمیم گیری عقلانی است. هدف نهایی نظریه تصمیم این است که فرض های درباره ی تصمیم گیری عقلانی را تا جای ممکن به‌طور دقیق و درستی فرمول بندی کند.. عقلانیت در متون اقتصادی، و نظریه تصمیم معنای دقیق و مشخصی دارد. چیزی که عمدتاً فلاسفه آنرا عقلانیت ابزاری میخوانند، و به این معنی است که کاربر همواره کنشی را انتخاب میکند که سوداش را بیشینه کند (به مقاله نظریه انتخاب عقلانی نگاه کنید).
نظریه تصمیم یک پروژه بین‌رشته‌ای است که در آن فلاسفه، اقتصاد دانان، روان شناسان، دانشمندان علوم کامپیوتر، و آمار دانان، بنابر تخصصشان همکاری میکنند.
گاه نظریه تصمیم به‌طور کلی به همه زیر شاخه های این رشته ارجاع داده میشود اعم از نظریه تصمیم فردی و نظریه بازی و نظریه انتخاب اجتماعی، و گاه فقط به نظریه تصمیم فردی ارجاع میدهد، به این معنا فردی است که تنها یک فرد تصمیم گیرنده کنشی را انتخاب میکند بدون اینکه تصمیم گیرنده های دیگر را هم در انتخابش درنظر بگیرد یا سهیم کند. این که کدام یک مدنظر باشد باید توسط متن مشخص شود.
نظریه تصمیم با استدلال بر اساس انتخاب های کاربر مربوط است. خواه این یک انتخاب روزمره باشد بین سوار شدن اتوبوس یا تاکسی گرفتن، یا انتخابی دور دستانه تر در باره اینکه آیا به دنبال تقاضای حرفه سیاسی باشیم یا خیر. ( توجه کنید که کاربر در اینجا نهادی را عهده دار است، که معمولاً یک شخص منفرد است، و قادر به سنجش و کنش است.) اندیشه جا افتاده این است که چیزی که یک کاربر بر هر فرصت داده شده انجام میدهد، کاملاً توسط ارزش های باور ها و ارزشهای تمایلاتش تعین میشود ، اما این غیر قابل بحث نیست.
در هر مورد، نظریه تصمیم تا اندازه ای نظریه باور ها، تمایلات و دیگر نگرش های مرتبط است که یک نظریه انتخاب کردن است. چیزی که مهم است این است که چگونه این نگرش های متنوع (که آنها را “نگرش های ترجیحی” مینامیم ) به یکدیگر میچسبند. 

## تصمیم های درست در مقابل تصمیم های عقلانی
یک تصمیم می تواند عقلانی باشد بدون اینکه درست باشد و یک تصمیم می تواند درست باشد بدون اینکه عقلانی باشد.یک تصمیم عقلانی است اگر و فقط اگر تصمیم گیرنده چیزی را برای انجام دهی انتخاب کند که در نقطه زمانی ای که تصمیم گرفته میشود بیشترین دلیل انجام دهی را دارد. و یک تصمیم درست است اگر و فقط اگر پیامد های فعلی اش دستکم به اندازه ی هر پیامد ممکن دیگری خوب باشد.

## نظریه تصمیم توصیف مند و نظریه تصمیم هنجارمند
تقریباً بین همه نظریه پردازان تمایز بین نظریه تصمیم توصیفی و نظریه تصمیم هنجارمند تمایزی با معنا است. نظریه های تصمیم توصیفمند در جستجوی توضیح دادن و پیشبینی کردن این هستند که افراد در واقعیت چگونه تصمیم میگیرند. این یک رشته ی تجربی است، که از روان شناسی تجربی ریشه گرفته است. نظریه های تصمیم هنجارمند در جستجوی ارائه توصیه ها در این مورد است که الزامات عقلانی تصمیم گیرنده ها چیست یا در مورد این است که تصمیم گیرنده ها می بایست چه کاری انجام دهند. بنابراین نظریه تصمیم هنجارمند و نظریه تصمیم توصیفمند دو زمینه مجزای تحقیق اند، که ممکن است به‌طور مستقل از یکدیگر مطالعه بشوند.

## تقسیم بندی نظریه تصمیم از لحاظ اطلاعات تصمیم گیرنده
در تصمیم های تحت ریسک تصمیم گیرندگان احتمال پیامد های ممکن را میدانند، در حالیکه در تصمیم های تحت ناشناسی،احتمالات یا ناشناخته اند یا وجود ندارند. با این حال اصطلاح تصمیم های ناقطعیتی گاه به عنوان هم‌خانواده ای برای تصمیم های تحت ناشناسی بکار می رود و گاه به عنوان یک اصطلاح گسترده تر که به هر دوی تصمیم های تحت ریسک و تصمیم های تحت ناشناسی ارجاع میدهد.